# 蒼頭綠鳩
，是鸽形目鸠鸽科的一种鸟类。

## 特征
灰头绿鸠体重约187克，翼长约155.8毫米，嘴峰长约20.1毫米，喙宽度约4.9毫米，喙厚度约6.1毫米，跗蹠长约23.3毫米，尾长约85.2毫米。灰头绿鸠在其分布区内为留鸟，其栖息在半开放的高大树木组成的森林中，食性为草食性，主要食物来源是水果。

## 亚种
- ：分布于尼泊尔。[4]
- 灰头绿鸠云南亚种（学名：T. p. phayrei）。分布于自孟加拉、印度、南至缅甸、老挝、越南以及中国大陆的云南等地。该物种的模式产地在缅甸东吁。[5]